# Flores da Cunha
Flores da Cunha là một đô thị thuộc bang Rio Grande do Sul, Brasil. Đô thị này có diện tích 272,662 km², dân số năm 2007 là 25307 người, mật độ 92,81 người/km².